# Raymond Peter Kogovsek
Raymond Peter Kogovsek (ur. 19 sierpnia 1941 w Pueblo, Kolorado, zm. 30 kwietnia 2017 tamże) – amerykański polityk.
W latach 1979–1985 z ramienia Partii Demokratycznej przez trzy dwuletnie kadencje Kongresu Stanów Zjednoczonych reprezentował trzeci okręg wyborczy w stanie Kolorado w Izbie Reprezentantów Stanów Zjednoczonych.